# Boom Boom Boomerang
"Boom Boom Boomerang" foi a canção que representou a Áustria no Festival Eurovisão da Canção 1977, interpretado em alemão pela banda Schmetterlinge. 
A referida canção tinha letra de  E. Lukas Resetarits, música Schuri Herrnstadt, Herbert Zöchling-Tampier, Dr. Kurt Ostbahnde e foi orquestrada por Christian Kolonovits. 
A canção austríaca foi a quarta a ser interpretada na noite do evento, depois da canção holandesa De mallemolen, interpretada por Heddy Lester e antes da cantora norueguesa Anita Skorgan que  interpretou "A Million In One, Two, Three ". No final da votação, a irreverência da canção e dos intérpretes não colheu frutos, pois a canção recebeu apenas 11 pontos e classificou-se em 17.º lugar (entre 18 países concorrentes). 
Esta canção foi uma das mais controversas na História do Festival Eurovisão da Canção, por ter uma letra muito pobre e sem sentido. O coro cantou por exemplo o seguinte texto:
Boom boom boomerang, snadderydang

Kangaroo, boogaloo, didgeridoo

Ding dong, canta a canção, ouve o twang da guitarra

Os representantes da Áustria tiveram ainda uma atuação muito irreverente, vestidos com fatos/ternos cor creme e blusas vermelhas e ainda por cima  viravam-se de costas para o público com o traseiro à mostra, algo que nunca tinha sido visto no Festival Eurovisão da Canção. Atitude irreverente teria também austríaco Alf Poier em 2003 onde interpretou uma espécie de rap.